# Lux (jednotka)
Lux (značka lx) je fotometrická jednotka intenzity osvětlení. Jedná se o osvětlení způsobené světelným tokem jednoho lumenu dopadajícím na plochu jednoho metru čtverečního.
{\displaystyle {\rm {1\ lx=1\ {\frac {lm}{m^{2}}}=1\ {\frac {cd\cdot sr}{m^{2}}}}}}
Kde lm = lumen, cd = kandela, sr = steradián
Typická (nepřímá) denní intenzita osvětlení je 100–10 000 lx, interiérové osvětlení v domácnosti se obvykle pohybuje kolem 100–500 lx. Při zatažené obloze se intenzita osvětlení pohybuje okolo 1000 lx.